# Fabio Canal

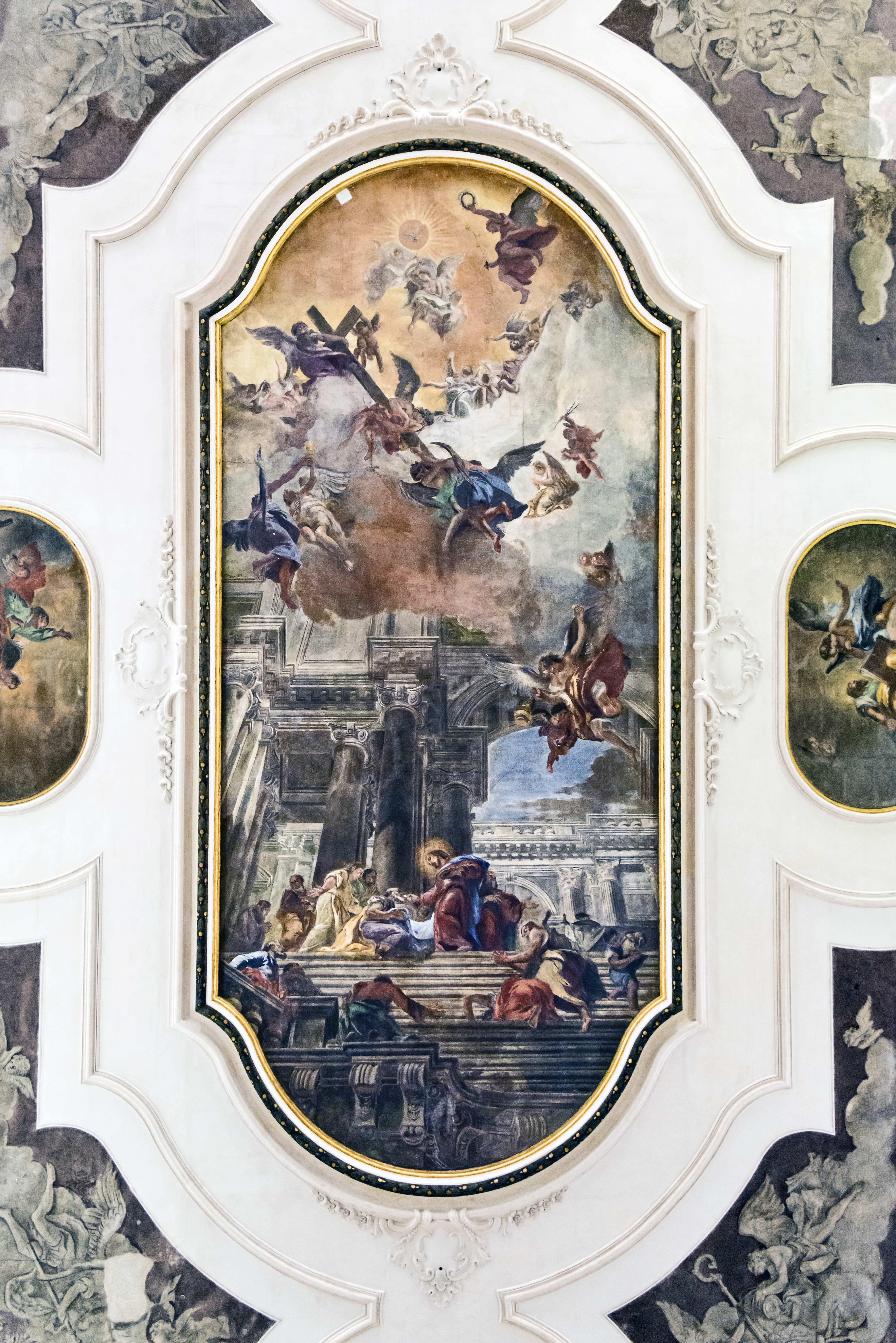
Comunione degli Apostoli, chiesa dei Santi Apostoli, Venezia.

Fabio Canal (Venezia, 1701 – Venezia, 5 settembre 1767) è stato un pittore italiano.

## Biografia
Era nato dalla relazione extraconiugale tra il nobile Paolo Emilio di Vincenzo Canal (del ramo "dai gigli d'oro") e Caterina Ravera. Data la sua condizione di figlio naturale, non poté essere ammesso al patriziato veneziano, ma fu comunque ascritto al ceto dei cittadini originari.
Probabilmente la sua ascendenza contribuì all'avviamento alla pittura, professione che si addiceva al figlio illegittimo di un aristocratico.
Si formò presso Gian Battista Tiepolo, del quale fu definito dai contemporanei "degno allievo". La critica attuale ha tuttavia ridimensionato questo giudizio: viene ritenuto un artista mediocre, legato alla corrente conservatrice influenzata dai tenebrosi secenteschi e piazzetteschi. In ogni caso, contribuì a diffondere lo stile del maestro.
In quanto stretto collaboratore del Tiepolo passò gran parte della sua attività nell'anonimato: la prima attestazione della sua professione, infatti, è l'iscrizione alla fraglia dei pittori nel 1740-1745, quando aveva ormai passato i quarant'anni. Fu tra i fondatori dell'Accademia di Venezia. 
Le sue opere si trovano principalmente in palazzi e chiese di Venezia, cui si aggiungono gli affreschi di villa Pisani a Stra (in collaborazione con Jacopo Guarana).
I suoi lavori più importanti sono la Comunione degli Apostoli e l'Esaltazione dell'eucaristia che ornano il soffitto della chiesa dei Santi Apostoli (terminati nel 1753), completati dalle architetture di Pietro Gaspari. Si tratta di opere imponenti ma ben lontane dai modelli del Tiepolo e solo le parti del Gaspari denotano una certa raffinatezza.
Fu padre del più noto Giambattista Canal, anch'egli pittore.